# 21 maja
21 maja jest 141. (w latach przestępnych 142.) dniem w kalendarzu gregoriańskim. Do końca roku pozostaje 224 dni.

## Święta
- Imieniny obchodzą: Antioch, Donat, Jan Nepomucen, Krzysztof, Piotr, Polieukt, Przecława, Rycheza, Ryksa, Serapion, Synezjusz, Teobald, Tymoteusz, Wiktor i Wszemir.
- Chile – Dzień Marynarki Wojennej
- Czarnogóra – Święto Niepodległości
- Polska – Dzień Kadeta[1]
- Międzynarodowe:
  - Światowy Dzień Kosmosu[2]
  - Światowy Dzień Różnorodności Kulturowej[3] (właśc. Światowy Dzień Różnorodności Kulturowej w Trosce o Dialog i Rozwój, pod patronatem UNESCO)
- Wspomnienia i święta w Kościele katolickim[4][5] obchodzą:
  - św. Jan Nepomucen (prezbiter i męczennik)
  - św. Eugeniusz de Mazenod (biskup)
  - bł. Franciszek Jägerstätter (męczennik) (również 9 sierpnia)
  - bł. Rycheza Lotaryńska (żona Mieszka II)
  - św. Krzysztof Magallanes Jara i 24 towarzyszy

## Wydarzenia w Polsce
- 1161 – Została poświęcona kolegiata w Tumie.
- 1363 – W Krakowie odbył się ślub króla Czech i cesarza rzymskiego Karola IV Luksemburskiego z Elżbietą Pomorską, wnuczką króla Kazimierza III Wielkiego.
- 1660 – Antonio Pignatelli (późniejszy papież Innocenty XII) został nuncjuszem apostolskim w Polsce.
- 1674 – Hetman Jan Sobieski został wybrany na króla Polski.
- 1687 – Kardynał Michał Stefan Radziejowski został mianowany arcybiskupem gnieźnieńskim i prymasem Polski.
- 1794 – Wybuchł pożar Sierpca.
- 1819 – Namiestnik Królestwa Polskiego gen. Józef Zajączek wydał dekret wprowadzający cenzurę.
- 1831 – Powstanie listopadowe: zwycięstwo powstańców w bitwie pod Tykocinem.
- 1863 – Powstanie styczniowe: zwycięstwo powstańców w bitwie pod Kadyszem.
- 1890 – Poświęcono kościół św. Stanisława Kostki w Szczecinie.
- 1901 – W Warszawie na terenie parku w Łazienkach otwarto tor wyścigów konnych o długości 2200 metrów.
- 1919 – Rozpoczęła działalność Oficerska Szkoła Aeronautyczna.
- 1921:
  - III powstanie śląskie: rozpoczęła się bitwa w rejonie Góry św. Anny.
  - Ukazało się pierwsze wydanie „Przeglądu Sportowego”.
- 1926 – Założono Narodowy Związek Powstańców i Byłych Żołnierzy
- 1928 – Rozpoczęto budowę gmachu Banku Gospodarstwa Krajowego w Warszawie.
- 1939 – Ernest Wilimowski ustanowił niepobity do dziś rekord polskiej ligi piłkarskiej 10 strzelonych goli w meczu Ruch Chorzów-Union Touring Łódź (12:1).
- 1943 – Niemcy zlikwidowali getto w Brodach koło Lwowa.
- 1945 – W nocy z 20 na 21 maja oddział AK dowodzony przez ppor. Edwarda Wasilewskiego ps. „Wichura” rozbił obóz NKWD w Rembertowie, uwalniając ok. 500 więźniów.
- 1961:
  - W Opolu zadebiutował w zawodach samochód wyścigowy Rak Junior I, zaprojektowany i skonstruowany (jako pierwszy polski model) zgodnie z przepisami Formuły Junior przez Jerzego Jankowskiego.
  - W rozegranym w Warszawie towarzyskim meczu piłkarskim Polska pokonała ZSRR 1:0.
- 1962 – Założono Polskie Towarzystwo Cybernetyczne.
- 1971 – Premiera komedii filmowej Dzięcioł w reżyserii Jerzego Gruzy.
- 1972 – Założono Warmińsko-Mazurskie Muzeum Pożarnictwa w Lidzbarku.
- 1981 – W Teatrze Dramatycznym w Warszawie odbyła się prapremiera sztuki Pieszo Sławomira Mrożka.
- 1993 –  Strajk komunikacji miejskiej w Warszawie.
- 1999 – Sejm RP przyjął ustawę o broni i amunicji.
- 2002 – Rozpoczęły się Narodowy Spis Powszechny i Spis Rolny.
- 2005 – Dotychczasowa wiceprzewodnicząca PO Zyta Gilowska wystąpiła z ugrupowania.
- 2013 – W Lusławicach koło Tarnowa otwarto Europejskie Centrum Muzyki Krzysztofa Pendereckiego.
- 2014 – Na antenie TVP 1 wyemitowano premierowy odcinek pierwszej edycji reality show Rolnik szuka żony.
- 2017 – W Białymstoku, Lublinie i Rzeszowie odbyły się pierwsze w historii Wojsk Obrony Terytorialnej przysięgi wojskowe.
- 2019 – W Parku Mirowskim w Warszawie odsłonięto pomnik Feliksa Stamma[6].
- 2021 – Podczas wiosennej sesji Synodu Kościoła Ewangelicko-Reformowanego w Polsce – ksiądz Semko Koroza został wybrany na biskupa Kościoła Ewangelicko-Reformowanego w RP (superintendenta generalnego Kościoła)[7].

## Wydarzenia na świecie

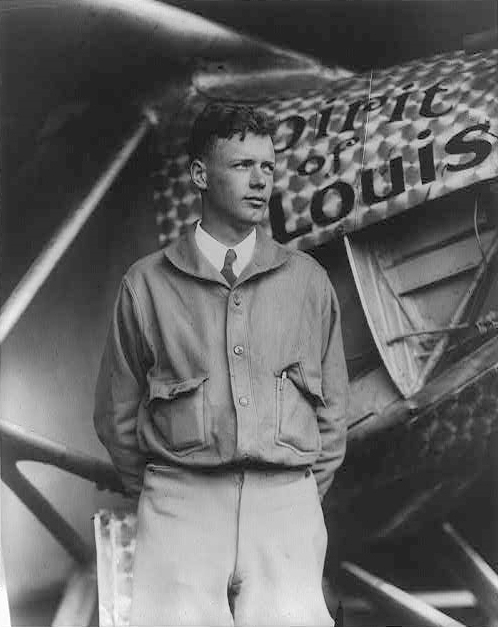
Charles Lindbergh na tle swego Spirit of Saint Louis

- 878 – Syrakuzy na Sycylii zostały zdobyte przez muzułmanów.
- 879 – Branimir został uznany przez papieża Jana VIII za pierwszego księcia Chorwacji.
- 996 – Otton III został koronowany na cesarza rzymskiego.
- 1097 – I wyprawa krzyżowa: krzyżowcy oblegający Niceę (dzisiejszy İznik w Turcji) odparli po całodziennej walce próbę odsieczy podjętą przez wojska władcy seldżuckiego Sułtanatu Rumu Kilidża Arslana I.
- 1349 – W Serbii został ogłoszony Kodeks cara Stefana Urosza IV Duszana.
- 1358 – We Francji wybuchł bunt chłopski zwany żakerią.
- 1388 – Założono Uniwersytet Koloński.
- 1420 – Podpisano francusko-angielski traktat w Troyes, który w swoich założeniach miał zakończyć wojnę stuletnią, odsuwając dynastię Walezjuszów od tronu francuskiego i zaprowadzając unię personalną obydwu krajów pod berłem Henryka V Lancastera.
- 1471 – Były król Anglii Henryk VI Lancaster został ścięty w Tower of London.
- 1481 – Jan Oldenburg został królem Danii.
- 1502 – Portugalska ekspedycja pod wodzą João da Nova(inne języki) odkryła Wyspę Świętej Heleny.
- 1626 – Wojna chłopska w Austrii: zwycięstwo powstańców chłopskich w bitwie pod Peuerbach.
- 1651 – Zakon Maltański kupił od Francuzów 4 wyspy na Karaibach: Saint-Barthélemy, Saint-Christophe, Sainte-Croix i Saint-Martin.
- 1662 – Król Anglii i Szkocji Karol II Stuart ożenił się w Portsmouth z księżniczką portugalską Katarzyną de Bragança.
- 1725 – W Rosji ustanowiono Order Świętego Aleksandra Newskiego.
- 1792 – Wybuch japońskiego wulkanu Unzen wywołał tsunami, które zabiło około 15 tys. osób w mieście Shimabara.
- 1796 – Napoleon Bonaparte utworzył marionetkową Republikę Transpadańską.
- 1799 – Wyprawa Napoleona do Egiptu: zakończyło się nieudane francuskie oblężenie Akki.
- 1800 – Na Wyspach Jońskich powstała pod turecko-rosyjskim protektoratem Republika Siedmiu Wysp.
- 1809 – V koalicja antyfrancuska: rozpoczęła się francusko-austriacka bitwa pod Aspern.
- 1811 – W USA został opatentowany karabin Halla.
- 1813 – VI koalicja antyfrancuska: zwycięstwo wojsk francuskich nad prusko-rosyjskimi w bitwie pod Budziszynem.
- 1815 – Została poświęcona luterańska katedra göteborska.
- 1840:
  - Nowa Zelandia została przyłączona do Korony Brytyjskiej.
  - Papież Grzegorz XVI erygował metropolię Santiago de Chile.
- 1849 – Rewolucja węgierska: oddziały powstańcze zdobyły Budę.
- 1851 – W Kolumbii zniesiono niewolnictwo.
- 1856 – Sprzeciwiający się zniesieniu niewolnictwa tzw. Łotry Pogranicza ze stanu Missouri, wraz ze swymi zwolennikami z Kansas i przedstawicielami legislatury terytorialnej, ponownie zaatakowali i złupili miasto Lawrence na wolnym Terytorium Kansas.
- 1864 – Wojna secesyjna: zakończyła się nierozstrzygnięta bitwa pod Spotsylvanią.
- 1871 – Rozpoczął się tzw. „krwawy tydzień“ w trakcie którego wojska wierne rządowi (wersalczycy) brutalnie stłumiły Komunę Paryską, zabijając 30 tys. osób.
- 1879 – Wojna o saletrę: zwycięstwo floty peruwiańskiej nad chilijską w bitwie pod Iquique.
- 1881 – Założono Amerykański Czerwony Krzyż (ARC).
- 1890 – W Nachiczewanie (Azerbejdżan) wyjechały na trasę pierwsze tramwaje konne.
- 1892 – W mediolańskim Teatro Dal Verme(inne języki) odbyła się premiera opery werystycznej Pajace Ruggera Leoncavalla.
- 1894 – Królowa brytyjska Wiktoria dokonała otwarcia Kanału Manchesterskiego.
- 1904 – W Paryżu została założona FIFA.
- 1905:
  - W Odense została założona duńska partia polityczna Radykalna Lewica (RV).
  - Zwodowano austro-węgierski pancernik SMS „Erzherzog Ferdinand Max”.
- 1909 – Francuz Louis Blériot dokonał oblotu samolotu własnej konstrukcji Blériot XII.
- 1910 – Nowo wybudowanej żydowskiej osadzie nadano nazwę Tel Awiw.
- 1911:
  - Oddano do użytku Paul-Grüninger-Stadion w szwajcarskim St. Gallen.
  - Prezydent Porfirio Díaz i liberalny rewolucjonista Francisco Madero podpisali układ pokojowy w Ciudad Juárez, który zakończył walki pomiędzy ich zwolennikami i pierwszą fazę rewolucji meksykańskiej.
- 1916 – W Wielkiej Brytanii wprowadzono po raz pierwszy czas letni.
- 1917:
  - I wojna światowa: na Zatoce Biskajskiej zatonął po staranowaniu przez francuski parowiec „Molière” U-Boot SM UC-36 wraz z całą, 26-osobową załogą.
  - Niemiecki astronom Max Wolf odkrył planetoidy: (872) Holda i (873) Mechthild.
  - Powołano Komisję Grobów Wojennych Imperium Brytyjskiego.
  - W wyniku wielkiego pożaru Atlanty w Georgii zniszczeniu uległo około 2 tys. budynków.
- 1918 – I wojna światowa:
  - Rozpoczęła się turecko-ormiańska bitwa pod Sardarapatem.
  - W twierdzy Bobrujsk skapitulował przed Niemcami I Korpus Polski w Rosji.
- 1920 – Prezydent Meksyku Venustiano Carranza, zmuszony w wyniku puczu do opuszczenia stolicy, został zamordowany w zasadzce na drodze do Veracruz.
- 1924 – W Chicago dwaj studenci znani jako Leopold i Loeb, działający z motywu popełnienia zbrodni doskonałej, porwali i zamordowali syna miejscowego milionera, 14-letniego Bobby’ego Franksa.
- 1927 – Amerykanin Charles Lindbergh zakończył pierwszy w historii samotny przelot nad Atlantykiem na trasie Garden City-Paryż.
- 1932:
  - Amelia Earhart jako pierwsza kobieta przeleciała samotnie Atlantyk na trasie Nowa Fundlandia-Irlandia.
  - Trzęsienie ziemi zniszczyło miasto Zacatecoluca w Salwadorze.
  - Zwodowano francuski krążownik ciężki „Algérie”.
- 1935 – W miejsce Reichsmarine utworzono Kriegsmarine, a w miejsce Reichswehry Wehrmacht.
- 1937 – Radziecka ekspedycja lotnicza wysadziła w okolicach Bieguna Północnego grupę badaczy, którzy założyli pierwszą stację meteorologiczną i badawczą w Arktyce.
- 1938 – 31 osób zginęło, a 3 zostały ranne w masakrze w Tsuyama w Japonii.
- 1940 – Kampania francuska: zwycięstwo wojsk niemieckich w bitwie pod Arras.
- 1941:
  - Kampania śródziemnomorska: w trakcie bitwy o Kretę brytyjski niszczyciel został zbombardowany i zatopiony przez włoski bombowiec CANT Z.1007, w wyniku czego zginęło 128 osób, a 21 zostało rannych; 6 oficerów wraz z dowódcą i 91 marynarzy uratowały inne brytyjskie okręty.
  - Utworzono Norweskie SS (Norges SS).
- 1943 – Kampania śródziemnomorska: niemiecki okręt podwodny U-303 został zatopiony niedaleko Tulonu przez brytyjską jednostkę tej samej klasy HMS „Sickle”(inne języki). W wyniku ataku zginęło 20 członków załogi, uratowano 28, w tym dowódcę.
- 1944:
  - Wojna na Pacyfiku: w bazie amerykańskiej marynarki wojennej w Pearl Harbor eksplodował pocisk moździerzowy na pokładzie okrętu desantowego do przewozu czołgów LST-353, wywołując pożar, który rozprzestrzenił się na sąsiednie jednostki przygotowane do inwazji na Mariany, w wyniku czego zatonęło 6 z nich i zginęło 163 żołnierzy.
  - Założono chilijski klub piłkarski Deportes Naval.
- 1945 – Humphrey Bogart ożenił się z Lauren Bacall.
- 1946 – Kanadyjski fizyk i chemik Louis Slotin został śmiertelnie napromieniowany w wyniku wypadku w Los Alamos National Laboratory w amerykańskim stanie Nowy Meksyk.
- 1950:
  - Nikaraguański dyktator Anastasio Somoza García powrócił po trzech latach przerwy na stanowisko prezydenta kraju.
  - Trzęsienie ziemi o sile 7 stopni w skali Richtera zniszczyło Cuzco w Peru, powidując śmierć 1581 osób.
- 1952 – Makaki jawajskie Patricia i Mike zostały wyniesione amerykańską rakietą z serii Aerobee na wysokość 62 km i po 2-3 minutach przebywania w stanie nieważkości bezpiecznie sprowadzone na Ziemię.
- 1955 – Chuck Berry nagrał swą pierwszą piosenkę Maybellene.
- 1956 – Nad atolem Bikini Amerykanie przeprowadzili pierwszą w historii detonację bomby wodorowej w atmosferze.
- 1960 – Zwodowano lotniskowiec o napędzie konwencjonalnym USS „Kitty Hawk”.
- 1963 – Zalman Szazar został prezydentem Izraela.
- 1966 – Terrorystyczno-paramilitarna organizacja północnoirlandzkich protestantów UVF wypowiedziała wojnę IRA i jej odłamom.
- 1967 – Na przejściu granicznym z Syrią koło jordańskiego miasta Ar-Ramsa w wyniku eksplozji ciężarówki wypełnionej materiałami wybuchowymi zginęło 21 osób.
- 1969 – Dokonano oblotu radzieckiego samolotu transportowego An-26.
- 1970 – W Kassel po zachodniej stronie granicy spotkali się kanclerz RFN Willy Brandt i premier NRD Willi Stoph.
- 1972 – Pietà watykańska autorstwa Michała Anioła została uszkodzona młotkiem przez szaleńca.
- 1975:
  - Premiera amerykańskiego filmu sensacyjnego Akcja na Eigerze w reżyserii Clinta Eastwooda.
  - Premiera brytyjskiej komedii kryminalnej Powrót Różowej Pantery w reżyserii Blake’a Edwardsa.
  - Tupua Tamasese Lealofi IV został po raz drugi premierem Samoa.
  - W zachodnioniemieckim Stammheim rozpoczął się proces przywódców RAF: Andreasa Baadera, Ulrike Meinhof, Gudrun Ensslin i Jana-Carla Raspego.
- 1976 – Założono Uniwersytet w serbskim Kragujevacu.
- 1979 – W Leningradzie odbył się koncert Eltona Johna, pierwszy znanego zachodniego wykonawcy na terenie ZSRR.
- 1980:
  - Południowoafrykańska wojna graniczna: zwycięstwo Afrykanerów nad rebeliantami angolańskimi w bitwie o Savate.
  - Premiera amerykańskiego filmu science fiction Gwiezdne wojny: część V – Imperium kontratakuje w reżyserii Irvina Kershnera.
- 1981:
  - François Mitterrand został zaprzysiężony na urząd prezydenta Francji.
  - W jednym ze szpitali w San Antonio w Teksasie pielęgniarka i seryjna morderczyni Genene Jones zamordowała, poprzez wstrzyknięcie chlorku suksametoniowego, pierwsze z jedenastu dzieci.
- 1982 – Wojna o Falklandy: desant brytyjskich komandosów na Wschodnim Falklandzie; argentyńskie pokładowe samoloty szturmowe Douglas A-4 Skyhawk zbombardowały brytyjską fregatę rakietową HMS „Ardent”, zabijając 22 członków załogi.
- 1988:
  - Jan Paweł II otworzył w Watykanie schronisko dla ubogich „Donum Mariae“.
  - KPZR zdymisjonowała szefów partii w Armenii i Azerbejdżanie w związku z krwawym rozruchami na tle etnicznym.
- 1991:
  - Obalony etiopski dyktator Mengystu Hajle Marjam uciekł do Zimbabwe.
  - W zamachu bombowym przeprowadzonym przez Tamilskich Tygrysów zginął premier Indii Rajiv Gandhi.
- 1993 – Częściowe zaćmienie Słońca widoczne nad Ameryką Północną, Arktyką i północną Europą.
- 1994 – Premiera rosyjskiego dramatu filmowego Spaleni słońcem w reżyserii Nikity Michałkowa.
- 1995 – Jan Paweł II kanonizował w Ołomuńcu Jana Sarkandra i Zdzisławę z Lemberka.
- 1996 – Około tysiąca osób zginęło na tanzańskich wodach Jeziora Wiktorii w wyniku zatonięcia promu pasażerskiego „Bukoba”.
- 1997 – Iwan Kostow został premierem Bułgarii.
- 1998 – Po 32 latach dyktatorskich rządów ustąpił prezydent Indonezji Suharto. Jego miejsce zajął dotychczasowy wiceprezydent Jusuf Habibie.
- 2000 – Anna Czerwińska jako druga Polka zdobyła Mount Everest.
- 2001 – Chorwacki generał Ante Gotovina został oskarżony przez Międzynarodowy Trybunał Karny dla byłej Jugosławii o zbrodnie przeciwko ludzkości i zbrodnie wojenne.
- 2003 – Ponad 2 tysiące osób zginęło w trzęsieniu ziemi w północnej Algierii.
- 2004 – Wojna domowa w Burundi: Rada Bezpieczeństwa ONZ podjęła decyzję o utworzeniu i wysłaniu do Burundi sił pokojowych ONUB.
- 2005:
  - Greczynka Elena Paparizou wygrała w Kijowie 50. Konkurs Piosenki Eurowizji.
  - W New Jersey otwarto Kingda Ka, jedną z najszybszych i najwyższą kolejkę górską na świecie.
- 2006 – Czarnogórcy opowiedzieli się w referendum za niepodległością.
- 2008:
  - Pakistańskie władze podpisały układ pokojowy z bojownikami z Waziristanu.
  - Proprezydencki Zjednoczony Ruch Narodowy wygrał przedterminowe wybory parlamentarne w Gruzji.
- 2009 – Amerykański żołnierz Steven Green(inne języki) został skazany przez sąd w stanie Kentucky na dożywotnie pozbawienie wolności za dokonanie gwałtu na 14-letniej Irakijce i zamordowanie jej oraz jej rodziny w 2006 roku.
- 2010 – W wyniku zamachu bombowego na targowisku w irackim mieście Khalis zginęły 22 osoby, a 53 zostały ranne.
- 2012:
  - Vicente Ehate Tomi został premierem Gwinei Równikowej.
  - W samobójczym zamachu bombowym na żołnierzy przygotowujących się do defilady w stolicy Jemenu Sanie zginęło 96 osób, a ponad 300 zostało rannych.
- 2013 – Założono klub piłkarski New York City FC.
- 2014 – Na terenie kompleksu World Trade Center w Nowym Jorku otwarto National September 11 Memorial & Museum.
- 2022 – Han Duck-soo został po raz drugi premierem Korei Południowej.

## Urodzili się
- 1173 – Shinran, japoński mnich buddyjski, myśliciel (zm. 1263)
- 1471 – Albrecht Dürer, niemiecki malarz, grafik (zm. 1528)
- 1527 – Filip II Habsburg, król Neapolu i Sycylii, władca Niderlandów, król Hiszpanii i Portugalii (zm. 1598)
- 1632 – Fieodosija Morozowa, rosyjska arystokratka, działaczka staroobrzędowa (zm. 1675)
- 1653 – Eleonora Habsburżanka, królowa Polski (zm. 1697)
- 1688 – Alexander Pope, angielski poeta (zm. 1744)
- 1713 – Andreas Faulhaber, austriacki jezuita (zm. 1757)
- 1736 – Izabela Lubomirska, polska mecenaska i kolekcjonerka sztuki (zm. 1816)
- 1741 – Stanisław Żarnowiecki, polski duchowny katolicki, biskup pomocniczy poznański (zm. 1808)
- 1759 – Joseph Fouché, francuski polityk (zm. 1820)
- 1769 – John Hookham Frere, brytyjski pisarz, dyplomata (zm. 1846)
- 1775 – Lucjan Bonaparte, francuski polityk, pisarz, książę rzymski, brat Napoleona (zm. 1840)
- 1780 – Elizabeth Fry, brytyjska działaczka społeczna (zm. 1845)
- 1792 – Gaspard-Gustave Coriolis, francuski inżynier, matematyk (zm. 1843)
- 1793:
  - Antoni Białobrzeski, polski duchowny katolicki, wikariusz kapitulny archidiecezji warszawskiej (zm. 1867)
  - Paul de Kock, francuski pisarz (zm. 1871)
- 1795 – Johann Martin Saage, niemiecki archiwista, historyk, organista (zm. 1869)
- 1796 – Reverdy Johnson, amerykański polityk, senator (zm. 1876)
- 1798 – Francis D’Arcy-Osborne, brytyjski arystokrata, polityk (zm. 1859)
- 1799 – Mary Anning, brytyjska paleontolog (zm. 1847)
- 1801 – Zofia Wilhelmina von Holstein-Gottorp, księżniczka szwedzka, wielka księżna badeńska (zm. 1865)
- 1810:
  - Gustaw Gizewiusz, polski działacz społeczno-narodowy i polityczny na Mazurach (zm. 1848)
  - Ignaz von Plener, austriacki polityk, premier Austrii (zm. 1908)
  - Friedrich Adolph Wislizenus, niemiecko-amerykański lekarz, przyrodnik (zm. 1889)
- 1814 – Louis Janmot, francuski malarz, poeta (zm. 1892)
- 1816 – Stephen Allen Benson, liberyjski polityk, prezydent Liberii (zm. 1865)
- 1817:
  - Karol Baliński, polski poeta (zm. 1864)
  - Rudolf Hermann Lotze, niemiecki filozof, logik (zm. 1881)
  - Nikolaus Riggenbach, szwajcarski inżynier (zm. 1899)
- 1819 – Carl Wilhelm von Zehender, niemiecki okulista (zm. 1916)
- 1820:
  - Nikołaj de Giers, rosyjski polityk, dyplomata (zm. 1895)
  - Feliks Jeziorański, polski prawnik pochodzenia żydowskiego (zm. 1896)
- 1821 – Zygmunt Rodakowski, polski prawnik, adwokat, polityk (zm. 1906)
- 1831 – Władysław Laski, polski bankier, działacz społeczny pochodzenia żydowskiego (zm. 1889)
- 1834 – Maria Izabella Habsburg, arcyksiężniczka austriacka, księżniczka toskańska (zm. 1901)
- 1835 – František Chvostek, czeski lekarz internista (zm. 1884)
- 1837:
  - Antoni Andrzejewicz, polski duchowny katolicki, biskup pomocniczy gnieźnieński (zm. 1907)
  - Taisuke Itagaki, japoński polityk (zm. 1919)
- 1839 – Helena Maria de Chappotin, francuska zakonnica, założycielka, błogosławiona (zm. 1904)
- 1843:
  - Charles-Albert Gobat, szwajcarski prawnik, polityk, laureat Pokojowej Nagrody Nobla (zm. 1914)
  - Louis Renault, francuski prawnik, laureat Pokojowej Nagrody Nobla (zm. 1918)
- 1844 – Henri Rousseau, francuski malarz (zm. 1910)
- 1846:
  - Luc-Olivier Merson, francuski malarz (zm. 1920)
  - Karol Antoni Niedziałkowski, polski duchowny katolicki, biskup łucko-żytomierski, pisarz (zm. 1911)
- 1849 – Édouard-Henri Avril, francuski malarz (zm. 1928)
- 1850 – Theodor Bergmann, niemiecki konstruktor broni strzeleckiej (zm. 1931)
- 1851:
  - Léon Bourgeois, francuski prawnik, polityk, premier Francji, laureat Pokojowej Nagrody Nobla (zm. 1925)
  - Stanisław Witkiewicz, polski malarz, architekt, teoretyk sztuki (zm. 1915)
  - Mikołaj (Ziorow), rosyjski biskup prawosławny (zm. 1915)
- 1853 – Heinrich Lammasch, austriacki prawnik, polityk, premier Cesarstwa Austrii (zm. 1920)
- 1854 – John Frederick Peto, amerykański malarz (zm. 1907)
- 1855 – Émile Verhaeren, belgijski poeta (zm. 1916)
- 1856 – José Batlle y Ordóñez, urugwajski polityk, prezydent Urugwaju (zm. 1929)
- 1858 – Édouard Goursat, francuski matematyk, wykładowca akademicki (zm. 1936)
- 1859:
  - Wilhelm Bruchnalski, polski historyk literatury, wykładowca akademicki (zm. 1938)
  - Otto Hupp, niemiecki grafik, heraldyk (zm. 1949)
- 1860 – Willem Einthoven, holenderski fizjolog, histolog, laureat Nagrody Nobla (zm. 1927)
- 1861 – Czesław Borys Jankowski, polski malarz, rysownik, ilustrator (zm. 1941)
- 1863 – Eugeniusz Ferdynand Habsburg, arcyksiążę austriacki, feldmarszałek (zm. 1954)
- 1864:
  - Stefania Klotylda Koburg, księżniczka belgijska i saska, arcyksiężna austriacka (zm. 1945)
  - Edward Wheeler Scripture, amerykański psycholog, psychoanalityk, wykładowca akademicki (zm. 1945)
- 1865 – Jaroslav Jiljí Jahn, czeski paleontolog, mineralog, geolog, wykładowca akademicki (zm. 1934)
- 1867:
  - John Ferris, australijski krykiecista (zm. 1900)
  - Tomasz Janiszewski, polski lekarz, polityk, minister zdrowia publicznego (zm. 1939)
  - Antoni Sujkowski, polski geograf, polityk, minister wyznań religijnych i oświecenia publicznego (zm. 1941)
- 1869 – Aleksander Drewing, polski dziennikarz, drukarz, wydawca (zm. 1924)
- 1870:
  - William Coffin Coleman, amerykański przedsiębiorca, wynalazca (zm. 1957)
  - William Cameron Forbes, amerykański dyplomata, polityk (zm. 1959)
  - Helena Witkowska, polska nauczycielka, historyk (zm. 1938)
- 1872:
  - Irmgard Henckel von Donnersmarck, niemiecka arystokratka (zm. 1940)
  - Teffi, rosyjska pisarka, poetka, dramaturg, eseistka, felietonistka (zm. 1952)
- 1873 – Hans Berger, niemiecki psychiatra, neurolog (zm. 1941)
- 1874:
  - Josef Mařatka, czeski rzeźbiarz (zm. 1937)
  - Thomas Swindlehurst, brytyjski przeciągacz liny (zm. 1959)
- 1878 – Konstanty Hrynakowski, polski chemik, krystalograf, farmaceuta (zm. 1938)
- 1880:
  - Tudor Arghezi, rumuński prozaik, poeta, eseista, dziennikarz (zm. 1967)
  - Mieczysław Dąbkowski, polski generał brygady, inżynier (zm. 1946)
  - Peter Dolfen, amerykański strzelec sportowy (zm. 1947)
- 1884:
  - Wiktor Gutowski, polski malarz, pedagog (zm. 1971)
  - Włodzimierz (Kobiec), rosyjski biskup prawosławny (zm. 1960)
  - Jan Kornecki, polski nauczyciel, działacz społeczny, polityk, poseł na Sejm RP (zm. 1967)
- 1885:
  - Kurt Beitzen, niemiecki oficer marynarki, dowódca okrętów podwodnych (zm. 1918)
  - Zofia Schönburg-Waldenburg, niemiecka arystokratka, księżna Albanii i Wied (zm. 1936)
- 1886 – Leonard José, hiszpański zakonnik, męczennik, błogosławiony (zm. 1936)
- 1887 – Mabel Taliaferro, amerykańska aktorka pochodzenia włoskiego (zm. 1979)
- 1888:
  - May Aufderheide, amerykańska kompozytorka i pianistka ragtime’owa (zm. 1972)
  - Karol Koźmiński, polski pisarz, dziennikarz (zm. 1967)
- 1889 – Tom Alley, amerykański kierowca wyścigowy (zm. 1953)
- 1890 – Jepifan Kowtiuch, radziecki komkor (zm. 1938)
- 1892:
  - John Peale Bishop, amerykański poeta (zm. 1944)
  - Gottlieb Söhngen, niemiecki duchowny katolicki, teolog, filozof (zm. 1971)
- 1893:
  - Adolf Hrubý, czechosłowacki polityk (zm. 1951)
  - Charles Portal, brytyjski marszałek lotnictwa (zm. 1971)
- 1894:
  - Mikałaj Haładzied, białoruski i radziecki polityk, przewodniczący Rady Komisarzy Ludowych Białoruskiej SRR (zm. 1937)
  - Wojciech Turowski, polski duchowny katolicki, generał zakonu pallotynów, biskup-nominat częstochowski (zm. 1959)
- 1895:
  - Lázaro Cárdenas del Río, meksykański polityk, prezydent Meksyku (zm. 1970)
  - Nikifor Krynicki, polski malarz prymitywista pochodzenia łemkowskiego (zm. 1968)
- 1896 – Johannes Janzen, niemiecki pilot wojskowy, as myśliwski (zm. ?)
- 1897:
  - Markus Feldmann, szwajcarski polityk, prezydent Szwajcarii (zm. 1958)
  - Conrad Felixmüller, niemiecki malarz, grafik (zm. 1977)
  - Kurt Grossmann, niemiecko-amerykański dziennikarz, publicysta pochodzenia żydowskiego (zm. 1972)
- 1898:
  - Armand Hammer, amerykański przemysłowiec pochodzenia żydowskiego (zm. 1990)
  - Carl Johnson, amerykański lekkoatleta, skoczek w dal (zm. 1932)
- 1899:
  - Jan Jędrykowski, polski duchowny katolicki, Sługa Boży (zm. 1942)
  - Reinhold Tüxen, niemiecki botanik, fitosocjolog (zm. 1980)
- 1900 – Witold Adam Korsak, polski dyplomata, urzędnik konsularny (zm. ?)
- 1901:
  - Atanazy Fic, polski dominikanin, teolog, archeolog, biblista (zm. 1943)
  - Irena Gawęcka, polska aktorka (zm. 1982)
  - Horace Heidt, amerykański pianista (zm. 1986)
  - Sam Jaffe(inne języki), amerykański producent filmowy (zm. 2000)
  - Siergiej Tumanski, radziecki konstruktor silników samolotowych (zm. 1973)
- 1902:
  - Earl Averill, amerykański baseballista (zm. 1983)
  - Marcel Breuer, węgierski architekt, projektant form przemysłowych (zm. 1981)
  - Zdzisław Kawecki, polski rotmistrz, jeździec sportowy (zm. 1940)
  - Konstantin Rakutin, radziecki generał major (zm. 1941)
  - Karl Schubert, niemiecki botanik (zm. 1934)
  - Adam Stanisław Skąpski, polski chemik-metalurg, wykładowca akademicki (zm. 1968)
- 1903:
  - Ludwig Leinberger, niemiecki piłkarz, trener (zm. 1943)
  - Roman Sielski, polsko-ukraiński malarz (zm. 1990)
  - Sammy Timberg, amerykański muzyk, kompozytor (zm. 1992)
  - John Wikström, szwedzki biegacz narciarski (zm. 1991)
- 1904:
  - James Crawford, szkocki piłkarz (zm. 1976)
  - Robert Montgomery, amerykański aktor (zm. 1981)
  - Fats Waller, amerykański muzyk i kompozytor jazzowy, artysta kabaretowy (zm. 1943)
- 1905 – Czesław Woźniak, polski rzeźbiarz (zm. 1982)
- 1906 – Dorothy Tree, amerykańska aktorka, pisarka (zm. 1992)
- 1907 – Karl von Spreti, niemiecki polityk, dyplomata (zm. 1970)
- 1908 – Wiktor Gorzelany, polski chemik, wykładowca akademicki (zm. 1976)
- 1909:
  - Maurice Buret, francuski jeździec sportowy (zm. 2003)
  - Zdzisław Mrożewski, polski aktor (zm. 2002)
  - Víctor Unamuno, hiszpański piłkarz narodowości baskijskiej (zm. 1988)
- 1910:
  - Stanisław Bernatowicz, polski hydrobiolog, wykładowca akademicki, polityk, senator RP (zm. 2005)
  - Josef Hassmann, austriacki piłkarz (zm. 1969)
  - Shūhei Nishida, japoński lekkoatleta, tyczkarz (zm. 1992)
- 1912:
  - Meir Bosak, izraelski historyk, prozaik, poeta (zm. 1992)
  - Hassan El-Far, egipski piłkarz (zm. 1972)
  - Helena Łopuszańska, polska aktorka (zm. 1940)
  - Konstanty Sacewicz, polski duchowny protestancki, prezes Zjednoczonego Kościoła Ewangelicznego w PRL (zm. 1994)
- 1913:
  - Gina Bachauer, grecka pianistka pochodzenia austriackiego (zm. 1976)
  - Suzan Kahramaner, turecka matematyk, wykładowczyni akademicka (zm. 2006)
  - Koço Theodhosi, albański polityk (zm. 1977)
- 1914:
  - Kazimierz Antonowicz, polski fizyk, wykładowca akademicki (zm. 2003)
  - Romain Gary, francuski pisarz, reżyser i scenarzysta filmowy, dyplomata pochodzenia żydowskiego (zm. 1980)
  - Sabina Nowicka, polska prawniczka, dyrektorka teatrów (zm. 2006)
- 1915:
  - Hans Lewerenz, niemiecki rzeźbiarz, malarz, grafik (zm. 2006)
  - Konstantin Olszanski, radziecki oficer marynarki (zm. 1944)
  - Michał Żółtowski, polski ziemianin, pisarz, działacz społeczny (zm. 2009)
- 1916:
  - Wilhelm Batz, niemiecki pilot wojskowy, as myśliwski (zm. 1988)
  - Dennis Day, amerykański aktor, komik, piosenkarz (zm. 1988)
  - Martinus Osendarp, holenderski lekkoatleta, sprinter (zm. 2002)
  - Harold Robbins, amerykański pisarz (zm. 1997)
  - Lech Włodarski, polski matematyk, wykładowca akademicki (zm. 1997)
- 1917:
  - Janina Appelqvist, polsko-szwedzka tancerka, aktorka (zm. 1997)
  - Raymond Burr, amerykański aktor (zm. 1993)
  - Józef Dziadura, polski generał brygady (zm. 1997)
  - Aníbal Paz, urugwajski piłkarz, bramkarz (zm. 2013)
  - Mieczysław Stachiewicz, polski pułkownik pilot, architekt (zm. 2020)
- 1918:
  - Traian Crișan, rumuński duchowny katolicki obrządku bizantyjsko-rumuńskiego, arcybiskup, sekretarz Kongregacji Spraw Kanonizacyjnych (zm. 1990)
  - Nikołaj Smirnow, radziecki orientalista, dyplomata (zm. 1989)
- 1920:
  - John Chadwick, brytyjski lingwista, filolog klasyczny, kryptolog (zm. 1998)
  - Jerzy Jurowicz, polski piłkarz, bramkarz (zm. 1989)
  - Irena Kowalska-Wuttke, polska podharcmistrzyni, łączniczka, uczestniczka powstania warszawskiego (zm. 1944)
  - Anthony Steel, brytyjski aktor, piosenkarz (zm. 2001)
  - Stanisław Szlendak, polski hokeista (zm. 1998)
- 1921:
  - Sandy Douglas, brytyjski informatyk (zm. 2010)
  - Andriej Sacharow, rosyjski fizyk, dysydent, obrońca praw człowieka, laureat Pokojowej Nagrody Nobla (zm. 1989)
  - Prabhat Ranjan Sarkar, indyjski rewolucjonista społeczny, filozof, poeta, lingwista, nauczyciel tantry i jogi (zm. 1990)
- 1922:
  - Pio Laghi, włoski duchowny katolicki, wysoki urzędnik Kurii Rzymskiej, dyplomata, kardynał (zm. 2009)
  - Jan Węcławski, polski architekt, wykładowca akademicki (zm. 2009)
- 1923:
  - Jerzy Jagiełło, polski porucznik, żołnierz AK, uczestnik powstania warszawskiego (zm. 1944)
  - Wojciech Mencel, polski poeta, kapral podchorąży, żołnierz AK, uczestnik powstania warszawskiego (zm. 1944)
- 1924:
  - Peggy Cass, amerykańska aktorka (zm. 1999)
  - Kazimierz Lipiński, polski generał brygady (zm. 2012)
  - Edward Moskal, amerykański przedsiębiorca, działacz polonijny, prezes Kongresu Polonii Amerykańskiej (zm. 2005)
  - Cotton Owens, amerykański kierowca wyścigowy (zm. 2012)
  - Atanas Semerdżiew, bułgarski generał pułkownik, polityk (zm. 2015)
  - Borys Wasiliew, rosyjski prozaik, dramaturg, scenarzysta filmowy (zm. 2013)
- 1925:
  - Bernadino Eladiran, hiszpański piłkarz, trener (zm. 2002)
  - Stefan Gierowski, polski malarz (zm. 2022)
  - Barbara Koziej-Żukowa, polska polityk, poseł na Sejm PRL (zm. 2003)
  - Märta Torén, szwedzka aktorka (zm. 1957)
  - Janusz Uklejewski, polski fotografik, fotoreporter, dokumentalista (zm. 2011)
- 1926:
  - Robert Creeley, amerykański pisarz (zm. 2005)
  - Kay Kendall, brytyjska aktorka (zm. 1959)
  - Eolo Parodi, włoski lekarz, polityk (zm. 2018)
- 1927:
  - Décio Esteves da Silva, brazylijski piłkarz (zm. 2000)
  - Waldemar Maciszewski, polski pianista (zm. 1956)
- 1928:
  - Tadeusz Chorzelski, polski dermatolog (zm. 1999)
  - Kazimierz Klimczewski, polski architekt (zm. 2009)
  - Igor Kon, rosyjski socjolog, antropolog, filozof, seksuolog (zm. 2011)
  - António Ribeiro, portugalski duchowny katolicki, patriarcha Lizbony, kardynał (zm. 1998)
- 1929:
  - Maria Górska-Zajączkowska, polska biolog
  - Jan Tajchman, polski architekt (zm. 2020)
- 1930:
  - John Alvheim, norweski polityk (zm. 2005)
  - Sylwester Chęciński, polski reżyser i scenarzysta filmowy (zm. 2021)
  - Kesang Czoden, królowa Bhutanu
  - Malcolm Fraser, australijski polityk, premier Australii (zm. 2015)
  - Gianni Ghidini, włoski kolarz szosowy (zm. 1995)
  - Erwin Thaler, austriacki bobsleista (zm. 2001)
  - Inomjon Usmonxoʻjayev, uzbecki polityk (zm. 2017)
- 1931:
  - Mino De Rossi, włoski kolarz szosowy i torowy (zm. 2022)
  - Fulvia Franco, włoska aktorka (zm. 1988)
  - Aleksander Jałosiński, polski fotograf, fotoreporter (zm. 2014)
  - Stefan Melkowski, polski eseista, krytyk i historyk literatury (zm. 2015)
- 1932:
  - Graham Gipson, australijski lekkoatleta, sprinter (zm. 2023)
  - Inese Jaunzeme, łotewska lekkoatletka, oszczepniczka (zm. 2011)
  - Jean Stablinski, francuski kolarz szosowy pochodzenia polskiego (zm. 2007)
- 1933:
  - Maurice André, francuski trębacz klasyczny (zm. 2012)
  - Umberto Colombo, włoski piłkarz (zm. 2021)
- 1934:
  - Diana Der Hovanessian, amerykańska poetka, pisarka (zm. 2018)
  - Bengt Samuelsson, szwedzki biochemik, wykładowca akademicki, laureat Nagrody Nobla (zm. 2024)
- 1935:
  - Mario Arcelli, włoski ekonomista, wykładowca akademicki, polityk (zm. 2004)
  - Jan Wojno, polski ślusarz, polityk, poseł na Sejm PRL (zm. 1992)
- 1936:
  - Hugo Barrantes Ureña, kostarykański duchowny katolicki, arcybiskup San José (zm. 2024)
  - José Carlos Becerra, meksykański poeta (zm. 1970)
  - Günter Blobel, niemiecki biolog, wykładowca akademicki, laureat Nagrody Nobla (zm. 2018)
  - Jerzy Lukierski, polski fizyk teoretyk, wykładowca akademicki
- 1937:
  - Sopiko Cziaureli, gruzińska aktorka, modelka (zm. 2008)
  - Walentina Maksimowa, rosyjska kolarka torowa
  - Mengystu Hajle Marjam, etiopski polityk, prezydent Etiopii
  - Bronisław Wolanin, polski ceramik (zm. 2013)
- 1938:
  - Krzysztof Niemczyk, polski pisarz, malarz (zm. 1994)
  - Kay Pollak, szwedzki reżyser filmowy, pisarz
  - Barbara Topolska, polska historyk
  - Urs Widmer, szwajcarski pisarz, tłumacz (zm. 2014)
- 1939:
  - Andrzej Czernecki, polski polityk, poseł na Sejm RP (zm. 2012)
  - Jorgos Gramatikakis, grecki fizyk, wykładowca akademicki, polityk, eurodeputowany (zm. 2023)
  - David Groh, amerykański aktor (zm. 2008)
  - Heinz Holliger, szwajcarski oboista, dyrygent, kompozytor, pedagog
  - Józef Mayer, polski chemik, wykładowca akademicki (zm. 2016)
  - Danuta Ptaszycka-Jackowska, polska geograf, architektka krajobrazu (zm. 2025)
- 1940:
  - Robert Budzynski, francuski piłkarz (zm. 2023)
  - José Manuel Lasa, hiszpański kolarz szosowy
  - Ildikó Pécsi, węgierska aktorka (zm. 2020)
  - Tony Sheridan, brytyjski muzyk, jeden z prekursorów big-beatu (zm. 2013)
- 1941:
  - Gertrude Baumstark, rumuńsko-niemiecka szachistka
  - Bobby Cox, amerykański baseballista, menedżer
  - Jean Gagnon, kanadyjski duchowny katolicki, biskup Gaspé (zm. 2016)
  - Anton Pronk, holenderski piłkarz (zm. 2016)
- 1942:
  - John Konrads, australijski pływak (zm. 2021)
  - Danny Ongais, amerykański kierowca wyścigowy (zm. 2022)
  - Ivo Viktor, czeski piłkarz, bramkarz
- 1943:
  - Michael Noonan, irlandzki polityk
  - Hilton Valentine, brytyjski gitarzysta rockowy, członek zespołu The Animals (zm. 2021)
  - Ron Watts, amerykański koszykarz
- 1944:
  - Janet Dailey, amerykańska pisarka (zm. 2013)
  - Mary Robinson, irlandzka polityk, prezydent Irlandii
- 1945:
  - Janusz Czajkowski, polski okulista, wykładowca akademicki
  - Richard Hatch, amerykański aktor (zm. 2017)
  - Stanisław Kalinowski, polski przedsiębiorca, polityk, poseł na Sejm RP
  - Ernst Messerschmid, niemiecki fizyk, wykładowca akademicki, astronauta
- 1946:
  - Erwin Kostedde, niemiecki piłkarz pochodzenia amerykańskiego
  - Andrzej Mikołajczak, polski klawiszowiec, kompozytor, aranżer, członek zespołów Tarpany, ABC (zm. 2022)
  - Wayne Roycroft, australijski jeździec sportowy
- 1947:
  - Teofan (Aszurkow), rosyjski duchowny prawosławny, metropolita kazański i tatarstański
  - Joachim Kirst, niemiecki lekkoatleta, wieloboista
  - Telesphore George Mpundu, zambijski duchowny katolicki, arcybiskup Lusaki
  - Frank Murphy, irlandzki lekkoatleta, średniodystansowiec (zm. 2017)
  - Leszek Teleszyński, polski aktor
- 1948:
  - László Helyey, węgierski aktor (zm. 2014)
  - Jonathan Hyde, brytyjski aktor
  - Jerzy Jaśkowski, polski chirurg, wykładowca akademicki, publicysta (zm. 2025)
  - Andrzej Krupa, polski piłkarz, bramkarz, trener
  - Małgorzata Łukasiewicz, polska tłumaczka, krytyk literacki
  - Carol Potter, amerykańska aktorka
  - Leo Sayer, amerykański piosenkarz, muzyk, kompozytor
- 1949:
  - Jean-Pierre Blais, kanadyjski duchowny katolicki, biskup Baie-Comeau
  - Marie-Guite Dufay, francuska działaczka samorządowa, polityk
  - Andrzej Lenartowski, polski prozaik, poeta, dramaturg, scenarzysta filmowy, publicysta
  - Rosalind Plowright, brytyjska śpiewaczka operowa (mezzosopran)
  - Lubow Poliszczuk, rosyjska aktorka (zm. 2006)
  - Will Ryan, amerykański aktor (zm. 2021)
- 1950:
  - Remídio José Bohn, brazylijski duchowny katolicki, biskup Cachoeira do Sul (zm. 2018)
  - Jerzy Derkacz, polski laryngolog, polityk, senator RP (zm. 2020)
  - Hanna Mierzejewska, polska dziennikarka, polityk, poseł na Sejm RP (zm. 2015)
  - Víctor Sánchez Espinosa, meksykański duchowny katolicki, arcybiskup Puebla de los Angeles
  - Wiesława Ziółkowska, polska ekonomistka, polityk, poseł na Sejm RP
  - Jan Złomańczuk, polski trener piłkarski
- 1951:
  - Jurij Czajka, rosyjski prawnik, prokurator generalny
  - Al Franken, amerykański aktor komediowy, polityk, senator
  - Armando Larios Jiménez, kolumbijski duchowny katolicki, biskup Riohachy (zm. 2021)
  - Marek Wronko, polski operator dźwięku
- 1952:
  - Emilio Carelli, włoski dziennikarz, polityk
  - Paweł Kłoczowski, polski filozof polityki, teoretyk idei, publicysta, wykładowca akademicki
  - Mr. T, amerykański aktor, wrestler
  - Krzysztof Józef Szymański, polski samorządowiec, marszałek województwa lubuskiego
- 1953:
  - Joanie Bartels, amerykańska aktorka, piosenkarka
  - Eduard Pieriewierziew, rosyjski lekkoatleta, płotkarz
- 1954:
  - Janice Karman, amerykańska piosenkarka, producentka muzyczna i filmowa
  - Marc Ribot, amerykański muzyk, kompozytor, instrumentalista
  - Camille de Rocca Serra, korsykański i francuski polityk
  - Krystju Semerdżiew, bułgarski sztangista
  - Hendrik Adriaan Toonen, holenderski piłkarz wodny
- 1955:
  - Paul Barber, brytyjski hokeista na trawie
  - Bajram Haliti, serbski poeta, publicysta, polityk pochodzenia romskiego (zm. 2022)
  - Udo Kießling, niemiecki hokeista
  - Mark Landsberger, amerykański koszykarz
  - Ryszard Pilch, polski taternik, wspinacz skałkowy (zm. 2020)
  - Jerzy Pożarowski, polski aktor
  - Oleg Salukow, rosyjski generał armii
  - Bogusława Sochańska, polska tłumaczka, eseistka
  - Siergiej Szojgu, rosyjski inżynier, ekonomista, generał armii, polityk pochodzenia tuwińskiego
- 1956:
  - Paweł Biernacki, polski malarz samouk (zm. 2009)
  - Roman Dębiński, polski piłkarz, trener
  - Waldemar Jakson, polski samorządowiec, burmistrz Świdnika
  - Zdzisław Kałamaga, polski samorządowiec, polityk, poseł na Sejm RP
  - Danuta Lubowska, polska gimnastyczka
  - Tassilo Thierbach, niemiecki łyżwiarz figurowy (zm. 2025)
- 1957:
  - Daniel Barbu, rumuński historyk, wykładowca akademicki, publicysta, polityk, minister kultury (zm. 2024)
  - Rebecca Jones, meksykańska aktorka (zm. 2023)
  - Vasjan Lami, albański aktor
  - Martin Penc, czeski kolarz szosowy i torowy
  - Luc Ravel, francuski duchowny katolicki, arcybiskup Strasburga
  - Judge Reinhold, amerykański aktor, producent filmowy
  - Zbigniew Trybuła, polski fizyk, wykładowca akademicki, polityk, senator RP
  - Susan Woodstra, amerykańska siatkarka
- 1958:
  - Christian Audigier, francuski projektant mody (zm. 2015)
  - Tom Feeney, amerykański polityk
  - Przemysław Frankowski, polski dziennikarz i prezenter radiowy (zm. 2022)
  - Bogusław Pietrzak, polski trener piłkarski
  - Dietmar Trillus, kanadyjski łucznik
- 1959:
  - Nick Cassavetes, amerykański aktor, reżyser i scenarzysta filmowy
  - Abdullah Jamin, malediwski polityk, prezydent Malediwów
  - Brian Lenihan młodszy, irlandzki polityk, minister finansów (zm. 2011)
  - Adriana Ozores, hiszpańska aktorka
- 1960:
  - Jelena Chłopcewa, białoruska wioślarka
  - Jeffrey Dahmer, amerykański seryjny morderca (zm. 1994)
  - Françoise Hetto-Gaasch, luksemburska działaczka samorządowa, polityk
  - Roberto Ierusalimschy, brazylijski informatyk pochodzenia żydowskiego
  - Jolanta Królikowska, polska florecistka
  - Zigurds Lanka, łotewski szachista, trener
  - Liang Jinrong, chiński szachista
  - Ischak Masalijew, kirgiski polityk
  - Mohanlal Vishwanathan Nair, indyjski aktor, scenarzysta i producent filmowy, wokalista
  - Žarko Obradović, serbski polityk
  - Władimir Salnikow, rosyjski pływak
  - Dariusz Szymczycha, polski dziennikarz, urzędnik państwowy
- 1961:
  - Anatolij Buznik, ukraiński piłkarz, trener pochodzenia bułgarskiego
  - Jarosław Jaromi Drażewski, polski muzyk bluesowy, multiinstrumentalista, kompozytor, autor tekstów
  - Zbigniew Sałaj, polski artysta współczesny, pedagog
  - Ewald Stadler, austriacki samorządowiec, polityk, eurodeputowany
  - Zbigniew Wrona, polski prawnik, radca prawny, urzędnik państwowy
- 1962:
  - Virginio Cáceres, paragwajski piłkarz
  - Uwe Rahn, niemiecki piłkarz
  - Nina Skeime, norweska biegaczka narciarska
- 1963:
  - Krzysztof Bojko, polski historyk, dyplomata
  - Mieczysław Gocuł, polski generał, szef Sztabu Generalnego WP
  - Torben Piechnik, duński piłkarz
  - Domenico Pompili, włoski duchowny katolicki, biskup Rieti
  - Paweł Szczesny, polski aktor
- 1964:
  - Rui Maria de Araújo, wschodniotimorski polityk, premier Timoru Wschodniego
  - Danny Lee Clark, amerykański aktor, scenarzysta, reżyser i producent telewizyjny pochodzenia japońskiego
  - Armin Eichholz, niemiecki wioślarz
  - Rachelle Ferrell, amerykańska piosenkarka, skrzypaczka, pianistka
  - Rosa García, peruwiańska siatkarka
- 1965:
  - Mihály Balla, węgierski samorządowiec, polityk, eurodeputowany
  - Paco Llorente, hiszpański piłkarz
- 1966:
  - Lisa Edelstein, amerykańska aktorka, dramatopisarka
  - Brando Giorgi, włoski aktor, model
  - Iwona Kowalewska, polska pięcioboistka nowoczesna
  - Tatjana Ledowska, białoruska lekkoatletka, płotkarka i sprinterka
  - Andrzej Lesiak, polski piłkarz, trener
  - Sergio Mayer, meksykański aktor, tancerz, piosenkarz, producent telewizyjny
  - Lori-Ann Muenzer, kanadyjska kolarka torowa
  - François Omam-Biyik, kameruński piłkarz
  - Wiesław Raboszuk, polski samorządowiec, wicemarszałek województwa mazowieckiego
- 1967:
  - Chris Benoit, kanadyjski wrestler (zm. 2007)
  - Eli Fara, albańska piosenkarka pochodzenia włoskiego
  - Detlef Kirchhoff, niemiecki wioślarz
  - Fernando Martínez Perales, hiszpański piłkarz
- 1968:
  - Lauren Hays, amerykańska aktorka, piosenkarka country
  - Timothy Mwitwa, zambijski piłkarz (zm. 1993)
  - Ilmar Raag, estoński reżyser, scenarzysta i producent filmowy
  - Jacek Radziński, polski aktor, prezenter telewizyjny
  - Davide Tizzano, włoski wioślarz
- 1969:
  - Heorhij Gongadze, ukraiński dziennikarz pochodzenia gruzińskiego (zm. 2000)
  - Jacek Jaworek, polski budowlaniec, masowy morderca (zm. 2024)
  - George LeMieux, amerykański prawnik, polityk, senator
  - Pete Sandoval, amerykański perkusista, członek zespołów Terrorizer i Morbid
  - Federico Villagra, argentyński kierowca rajdowy
- 1970:
  - Vesna Bajkuša, bośniacka koszykarka, trenerka
  - Krzysztof Herdzin, polski pianista, kompozytor, dyrygent, aranżer, producent muzyczny
  - Grzegorz Kaleta, polski kajakarz
  - Robbie Magasiva, nowozelandzki aktor pochodzenia samoańskiego
- 1971:
  - Aditya Chopra, indyjski reżyser, scenarzysta i producent filmowy
  - Sławomir Izdebski, polski rolnik, polityk, senator RP
  - Kristian Jensen, duński polityk
- 1972:
  - Olga Sosnovska, polsko-brytyjska aktorka
  - The Notorious B.I.G., amerykański raper (zm. 1997)
- 1973:
  - Wojciech Bernatowicz, polski samorządowiec, prezydent Starachowic
  - Stewart Cink, amerykański golfista
  - Ołena Radczenko, ukraińska piłkarka ręczna
  - Niels Ruf, niemiecki prezenter telewizyjny, aktor, reżyser i scenarzysta filmowy
- 1974:
  - Fairuza Balk, amerykańska aktorka
  - Martin Doktor, czeski kajakarz, kanadyjkarz
  - Francesc de Paula Gambús i Millet, hiszpański polityk, eurodeputowany (zm. 2019)
  - Havoc, amerykański raper, producent muzyczny
  - Inge Hornstra, australijska aktorka pochodzenia holenderskiego
  - Vladimir Prebilič, słoweński historyk, wykładowca akademicki, samorządowiec, polityk
  - Anderson Rodrigues, brazylijski siatkarz
  - Eduardo Verástegui, meksykański aktor, piosenkarz, model
  - Yvonne Wansart, niemiecka judoczka
  - Marek Witkowski, polski kajakarz
- 1975:
  - Aleksander Ćwiszewski, polski matematyk, wykładowca akademicki
  - Anthony Mundine, australijski bokser
  - Juuso Pykälistö, fiński kierowca rajdowy
  - Patrick Rapold, szwajcarski aktor, pianista
  - Laurent Robert, francuski piłkarz
  - Edwin Raúl Vanegas, kolumbijski duchowny katolicki, biskup pomocniczy Bogoty
- 1976:
  - Craig Anderson, amerykański hokeista, bramkarz
  - Stuart Bingham, angielski snookerzysta
  - Dara Bubamara, serbska piosenkarka
  - Andrius Jurkūnas, litewski koszykarz
  - Carlo Ljubek, niemiecki aktor
  - Wojciech Mrówczyński, polski montażysta filmowy
  - Agata Szukiełowicz-Genes, polska piłkarka ręczna
  - Christopher Tin, amerykański kompozytor
- 1977:
  - Quinton Fortune, południowoafrykański piłkarz
  - Ngoy Mbomboko, kongijski piłkarz (zm. 2024)
  - Atanasios Plewris, grecki prawnik, polityk, eurodeputowany
  - Ana Revenco, mołdawska polityk
- 1978:
  - Briana Banks, niemiecka aktorka pornograficzna
  - David Calder, kanadyjski wioślarz
  - Adam Gontier, kanadyjski wokalista, gitarzysta, członek zespołów Three Days Grace i The Big Dirty Band
  - Jamaal Magloire, kanadyjski koszykarz
  - Brendan Williams, australijski rugbysta
- 1979:
  - Damián Álvarez, meksykański piłkarz pochodzenia argentyńskiego
  - Mamadou Bagayoko, malijski piłkarz
  - Jesse Capelli, kanadyjska aktorka pornograficzna
  - Hideo Hashimoto, japoński piłkarz
  - Yves Huts, belgijski muzyk, kompozytor, inżynier dźwięku, członek zespołów Axamenta i Epica
  - Kevin Talley, amerykański perkusista
  - Patrycja Wódz, polska wokalistka, aktorka, tancerka, członkini zespołu Queens
- 1980:
  - Dominik Nowak, polski aktor
  - Benoît Peschier, francuski kajakarz górski
  - Łukasz Podolski, polski kolarz szosowy
  - Lucia Siposová, słowacka aktorka, pisarka
- 1981:
  - Craig Anderson, amerykański hokeista, bramkarz
  - Ferdinand Bader, niemiecki skoczek narciarski
  - Belladonna, amerykańska aktorka pornograficzna
  - Beth Botsford, amerykańska pływaczka
  - Zdeněk Hřib, czeski polityk, samorządowiec, prezydent Pragi
  - Anna Prus, polska aktorka
  - Anna Rogowska, polska lekkoatletka, tyczkarka
  - Agata Wątróbska, polska aktorka
- 1982:
  - Kōta Ibushi, japoński wrestler
  - Helen Langehanenberg, niemiecka jeźdźczyni sportowa
  - Łona, polski raper, producent muzyczny
  - Maʻa Nonu, nowozelandzki rugbysta pochodzenia samoańskiego
  - Ihor Skoba, ukraiński piłkarz
  - Mike Temwanjera, zimbabwejski piłkarz
- 1983:
  - Līga Dekmeijere, łotewska tenisistka
  - Aleksiej Miedwiediew, rosyjski kolarz szosowy i torowy
- 1984:
  - Justyna Barciak, polska zapaśniczka
  - Dijana Jovetić, chorwacka piłkarka ręczna
  - Milena Olszewska, polska sportsmenka paraolimpijska
  - Rastislav Trnka, słowacki polityk, przewodniczący kraju koszyckiego
  - Martina Viestová, słowacka siatkarka
  - Nadieżda Zięba, polska badmintonistka pochodzenia białoruskiego
- 1985:
  - Camille Ayglon-Saurina, francuska piłkarka ręczna
  - Mutya Buena, brytyjska wokalistka, członkini zespołu Sugababes
  - Alison Carroll, brytyjska gimnastyczka, modelka
  - Mark Cavendish, brytyjski kolarz szosowy i torowy
  - Lucie Hradecká, czeska tenisistka
  - Dušan Kuciak, słowacki piłkarz, bramkarz
  - Lucjusz Nadbereżny, polski samorządowiec, prezydent Stalowej Woli
  - Alexander Dale Oen, norweski pływak (zm. 2012)
  - Nika Ožegović, chorwacka tenisistka
  - Ren Xuecheng, chińska zapaśniczka
- 1986:
  - Yalennis Castillo, kubańska judoczka
  - Andrej Gaćina, chorwacki tenisista stołowy
  - Hwang Kyung-seon, południowokoreańska taekwondzistka
  - Tobias Kamke, niemiecki tenisista
  - Varvara Lepchenko, amerykańska tenisistka
  - Mario Mandžukić, chorwacki piłkarz
  - Janek Samołyk, polski gitarzysta, wokalista, kompozytor, autor tekstów
  - Eder Sánchez, meksykański lekkoatleta, chodziarz
  - Matt Wieters, amerykański baseballista
- 1987:
  - Ashlie Brillault, amerykańska aktorka
  - Tim Cuddihy, australijski łucznik
  - Toukta Khamboonheung, laotańska lekkoatletka, tyczkarka
  - Jerome Randle, amerykański koszykarz
- 1988:
  - Omar Esparza, meksykański piłkarz
  - Jonathan Howson, angielski piłkarz
  - Kremena Kamenowa, bułgarska siatkarka
  - Kaire Leibak, estońska lekkoatletka, trójskoczkini
- 1989:
  - Lisa Demetz, włoska skoczkini narciarska
  - Gülcan Mingir, turecka lekkoatletka, biegaczka długodystansowa
  - Emily Robins, nowozelandzka aktorka, piosenkarka
  - Hal Robson-Kanu, walijski piłkarz
  - Ivan Santini, chorwacki piłkarz
- 1990:
  - Ricardo Adé, haitański piłkarz
  - Tiril Eckhoff, norweska biathlonistka
  - Rene Krhin, słoweński piłkarz
  - Scotty Leavenworth, amerykański aktor
  - João Silva, portugalski piłkarz
- 1991:
  - Isaiah Canaan, amerykański koszykarz
  - Fedor Černych, litewski piłkarz pochodzenia rosyjskiego
  - Guilherme Costa Marques, brazylijski piłkarz
  - Abdoulay Diaby, malijski piłkarz
  - Michele Fedrizzi, włoski siatkarz
  - Władysław Hawrik, ukraiński hokeista
  - Jonathan Joseph, angielski rugbysta
  - Jewhenij Makarenko, ukraiński piłkarz
  - Aleksiej Szczetkin, kazachski piłkarz
- 1992:
  - Merveille Bokadi, kongijski piłkarz
  - Alex Bowen, amerykański narciarz dowolny
  - Hutch Dano, amerykański aktor, scenarzysta, piosenkarz, producent muzyczny
  - Diego Ferraresso, bułgarsko-brazylijski piłkarz
  - Olivia Olson, amerykańska aktorka, piosenkarka
  - Aleksandar Pešić, serbski piłkarz
- 1993:
  - Arsałan Budażapow, kirgiski zapaśnik
  - Luke Garbutt, angielski piłkarz
  - Angie Hernández, kolumbijska lekkoatletka, tyczkarka
  - Matías Kranevitter, argentyński piłkarz
  - Karol Kurzej, polski judoka
  - Curtis Nelson, angielski piłkarz
  - Joe Ross, amerykański baseballista
- 1994:
  - Krzysztof Biegun, polski skoczek narciarski
  - Tom Daley, brytyjski skoczek do wody
  - Branimir Grozdanow, bułgarski siatkarz
  - Maciej Muzaj, polski siatkarz
  - Jazmin Sawyers, brytyjska lekkoatletka, skoczkini w dal, bobsleistka
- 1995:
  - Adrian Cyfer, polski żużlowiec
  - Jarryd Hughes, australijski snowboardzista
  - Katharina Ramsauer, austriacka narciarka dowolna
  - Danas Rapšys, litewski pływak
  - Zain Retherford, amerykański zapaśnik
- 1996:
  - Moaiad Abdeen, sudański piłkarz
  - Alik Arrakelian, ormiański piłkarz
  - Filip Biegun, polski siatkarz
  - Karen Chaczanow, rosyjski tenisista
  - Nikita Contini, włoski piłkarz, bramkarz pochodzenia ukraińskiego
  - Yannick Franke, holenderski koszykarz
  - Jalen Hudson, amerykański koszykarz
  - Sarina Koga, japońska siatkarka
  - Kitija Laksa, łotewska koszykarka
  - Iwan Łobaj, ukraiński piłkarz
  - Dmitrij Niestierow, rosyjski bokser
  - Sarina Nishida, japońska siatkarka
  - Lionel Taminiaux, belgijski kolarz szosowy i torowy
  - Dorukhan Toköz, turecki piłkarz
  - Indy de Vroome, holenderska tenisistka
  - Aleksandra Zimny, polska piłkarka ręczna
- 1997:
  - Federico Bonazzoli, włoski piłkarz
  - David Domgjoni, kosowski piłkarz
  - Sisca Folkertsma, holenderska piłkarka
  - Ludovico Fossali, włoski wspinacz sportowy
  - Juan Carlos Gaete, chilijski piłkarz
  - Yara Gambirasio, włoska ofiara morderstwa (zm. 2010)
  - Jules Haabo, piłkarz z Gujany Francuskiej
  - Patrick Ngoma, zambijski piłkarz
  - Miho Nonaka, japońska wspinaczka sportowa
  - Serhij Petrow, ukraiński piłkarz
  - Sydney Pickrem, kanadyjska pływaczka
  - Kevin Quinn, amerykański aktor
  - Timur Żamaletdinow, rosyjski piłkarz
- 1998:
  - Patrik Bardhi, albański piłkarz
  - Aymen Barkok, niemiecki piłkarz pochodzenia marokańskiego
  - Lautaro Díaz, argentyński piłkarz
  - Ignacy Grochowski, polski koszykarz
  - Osman Nurmagomiedow, rosyjski i azerski zapaśnik
  - Ari Ólafsson, islandzki piosenkarz
  - Əliabbas Rzazadə, azerski zapaśnik
- 1999:
  - Jesús Díaz, kolumbijski piłkarz
  - Denis Genreau, australijski piłkarz pochodzenia francuskiego
  - Andreas Leknessund, norweski kolarz szosowy
  - Wiktor Nowak, polski siatkarz
- 2000:
  - Marcin Grabowski, polski piłkarz
  - İslam İlyasov, azerski zapaśnik
  - Michał Krasuski, polski koszykarz
  - Wojciech Łaski, polski piłkarz
  - Wiaczesław Welew, ukraiński piłkarz
- 2001:
  - Lemlem Hailu, etiopska lekkoatletka, biegaczka średniodystansowa
  - Jordan Horston, amerykańska koszykarka
  - Wiktor Lampart, polski żużlowiec
  - Victor Loturi, kanadyjski piłkarz pochodzenia sudańskiego
  - Rıdvan Yılmaz, turecki piłkarz
- 2002:
  - Beni Mukendi, angolski piłkarz
  - Lara Schulze, niemiecka szachistka
  - Bohdan Wjunnyk, ukraiński piłkarz
- 2003 – Pia Maria, austriacka piosenkarka
- 2004:
  - Aoi Ito, japońska tenisistka
  - Jordan Stolz, amerykański łyżwiarz szybki
  - Hanne Vandewinkel, belgijska tenisistka
- 2005:
  - Michał Gorzkowicz, polski lekkoatleta, sprinter
  - Karol Kręt, polski kierowca wyścigowy

## Zmarli
- 252 – Sun Quan, założyciel Wschodniego królestwa Wu w Okresie Trzech Królestw w Chinach (ur. 182)
- 822 – Al-Hakam I, emir Kordoby (ur. 770)
- 987 – Ludwik V Gnuśny, ostatni król zachodniofrankijski z dynastii Karolingów (ur. ok. 967)
- 1034 – Ezzon, hrabia palatyn Lotaryngii (ur. 955)
- 1075 – Rycheza, królewna polska, królowa Węgier (ur. 1013)
- 1086 – Wang Anshi, chiński urzędnik, reformator, filozof, pisarz, teoretyk literatury (ur. 1021)
- 1254 – Konrad IV Hohenstauf, król Niemiec, Sycylii i Jerozolimy (ur. 1228)
- 1381 – Fryderyk III Srogi, margrabia Miśni, landgraf Turyngii (ur. 1332)
- 1471 – Henryk VI Lancaster, król Anglii (ur. 1421)
- 1481 – Chrystian I Oldenburg, król Danii, Norwegii i Szwecji (ur. 1426)
- 1542 – Hernando de Soto, hiszpański konkwistador, odkrywca (ur. 1496/97)
- 1553 – Jan Gabriel Tęczyński, polski szlachcic, polityk (ur. 1484)
- 1616 – Kuźma Minin, rosyjski kupiec, bohater narodowy (ur. ?)
- 1619 – Girolamo Fabrizio, włoski chirurg, anatom (ur. 1537)
- 1639 – Tommaso Campanella, włoski filozof, teolog, poeta (ur. 1568)
- 1647 – Pieter Corneliszoon Hooft, holenderski poeta (ur. 1581)
- 1659 – Philipp von Horn, pomorski arystokrata, polityk, dyplomata (ur. 1595)
- 1670 – Niccolò Zucchi, włoski jezuita, fizyk, astronom (ur. 1586)
- 1697 – Jan Stanisław Zbąski, polski duchowny katolicki, biskup przemyski i warmiński, dyplomata (ur. 1639)
- 1721 – Joachim Henryk Przebendowski, polski duchowny katolicki, biskup łucki (ur. 1675)
- 1724 – Robert Harley, brytyjski arystokrata, polityk (ur. 1661)
- 1739 – Maturin Veyssière de la Croze, francuski naukowiec (ur. 1661)
- 1762 – Aleksander Józef Sułkowski, polski arystokrata, polityk (ur. 1695)
- 1771 – Christopher Smart, brytyjski poeta (ur. 1722)
- 1786 – Carl Scheele, szwedzki chemik (ur. 1742)
- 1789 – John Hawkins, brytyjski historyk i teoretyk muzyki (ur. 1719)
- 1791 – Teodor Wessel, polski polityk, wojewoda łęczycki, podskarbi wielki koronny (ur. ?)
- 1800 – Carl August Ehrensvärd, szwedzki rysownik, architekt, teoretyk sztuki (ur. 1745)
- 1806 – Maria Antonietta, księżna Asturii (ur. 1784)
- 1810 – Charles d’Éon, francuski dyplomata, żołnierz, szpieg, wolnomularz (ur. 1728)
- 1817 – Johan Christopher Toll, szwedzki dyplomata, wojskowy, polityk (ur. 1743)
- 1830 – Jan Gładysz, polski malarz (ur. 1782)
- 1839 – José María Heredia, kubański poeta (ur. 1803)
- 1841 – Julian Ursyn Niemcewicz, polski dramaturg, prozaik, poeta, pamiętnikarz, członek Komisji Edukacji Narodowej (ur. 1757)
- 1842 – Rudolf Hasford, polski podporucznik, uczestnik powstania listopadowego (ur. 1808)
- 1844 – Abbate Baini, włoski duchowny katolicki, kompozytor, muzykolog (ur. 1775)
- 1848:
  - Feliks Janiewicz, polski skrzypek, kompozytor, kapelmistrz (ur. 1762)
  - Fryderyk Wilhelm Lubomirski, polski generał, polityk (ur. 1779)
  - Pierre-Laurent Wantzel, francuski matematyk (ur. 1814)
- 1850 – Christoph Friedrich von Ammon, niemiecki kaznodzieja, pisarz teologiczny (ur. 1766)
- 1853:
  - Georges Duval, francuski dramaturg (ur. 1777)
  - Hilary Teage, amerykanoliberyjski pisarz, dziennikarz, polityk (ur. 1802)
- 1858:
  - Izabela Grabowska, polska arystokratka, nieślubna córka króla Stanisława Augusta Poniatowskiego (ur. 1776)
  - Charles-Louis Havas(inne języki), francuski publicysta (ur. 1783)
- 1860 – Phineas Gage, amerykański kierownik budowy kolei, fenomen medyczny (ur. 1823)
- 1861:
  - Eugeniusz de Mazenod, francuski duchowny katolicki, biskup Marsylii, święty (ur. 1782)
  - Aleksiej Orłow, rosyjski książę, generał kawalerii, polityk, dyplomata (ur. 1786)
- 1863 – Józef Butkiewicz, polski oficer, uczestnik powstania styczniowego (ur. ?)
- 1865:
  - Jeremiah Clemens, amerykański polityk (ur. 1814)
  - Christian Jürgensen Thomsen, duński archeolog (ur. 1788)
- 1868 – Stanisław Wysocki, polski inżynier, projektant, budowniczy kolei, malarz (ur. 1805)
- 1879 – Arturo Prat, chilijski oficer marynarki wojennej, bohater narodowy (ur. 1848)
- 1882:
  - Karol Doroszyński, polski aktor, reżyser, dyrektor teatrów (ur. 1842)
  - Oskar von Elsner, niemiecki polityk (ur. 1822)
  - William FitzRoy, brytyjski arystokrata, polityk (ur. 1819)
  - Roman Turczynowicz, polski baletmistrz, choreograf, pedagog (ur. 1813)
- 1885 – Terenzio Mamiani, włoski prawnik, polityk (ur. 1799)
- 1888 – Friedrich Clemens Gerke(inne języki), niemiecki pisarz, dziennikarz, muzyk, pionier telegrafii (ur. 1801)
- 1891:
  - Henry Shelton Sanford, amerykański przedsiębiorca, dyplomata (ur. 1823)
  - Alphonso Taft, amerykański prawnik, polityk (ur. 1810)
- 1894:
  - Émile Henry, francuski anarchista, zamachowiec (ur. 1872)
  - August Kundt, niemiecki fizyk (ur. 1839)
- 1895 – Franz von Suppé, austriacki kompozytor (ur. 1819)
- 1897:
  - Karol Mikuli, polski pianista, kompozytor, dyrygent, pedagog (ur. 1819)
  - Fritz Müller, niemiecki zoolog (ur. 1821)
- 1900 – Gustav Graben-Hoffmann, niemiecki kompozytor, pedagog (ur. 1820)
- 1901 – Joseph Olivier, francuski rugbysta (ur. 1874)
- 1902 – Ignacy Kamiński, polski polityk, burmistrz Stanisławowa (ur. 1819)
- 1903 – Emilián Skramlík, czeski arystokrata, przedsiębiorca, polityk, burmistrz Pragi (ur. 1834)
- 1906 – Augustyn Worzałła, polski duchowny katolicki, filomata, działacz społeczny, kaszubski facecjonista (ur. 1837)
- 1908 – Spiridion Brusina, chorwacki przyrodnik, malakolog, paleontolog, wykładowca akademicki (ur. 1845)
- 1909 – Richard Tamm, niemiecki działacz turystyczny (ur. 1846)
- 1911 – Williamina Fleming, szkocko-amerykańska astronom (ur. 1857)
- 1912 – Natko Nodilo, chorwacki historyk, wykładowca akademicki, polityk (ur. 1834)
- 1914 – Cyryl (Stoiczkow), bułgarski biskup prawosławny (ur. 1832)
- 1916 – Artúr Görgey, węgierski generał (ur. 1818)
- 1919:
  - Jewgraf Fiodorow, rosyjski krystalograf, geolog, matematyk, wykładowca akademicki (ur. 1853)
  - Victor Segalen, francuski archeolog, etnograf, odkrywca, poeta, prozaik (ur. 1878)
- 1920:
  - Venustiano Carranza, meksykański polityk, prezydent Meksyku (ur. 1859)
  - Jerzy Kopeczny, polski kapral (ur. 1899)
  - Eleanor H. Porter, amerykańska pisarka (ur. 1868)
- 1921:
  - Karol Chodkiewicz, polski ochotnik w III powstaniu śląskim (ur. 1904)
  - Filip Limański, polski ślusarz, powstaniec śląski (ur. 1902)[8]
- 1922 – Michael Mayr, austriacki polityk, kanclerz Austrii (ur. 1864)
- 1923:
  - Ferdinand Walsin Esterhazy, francuski major pochodzenia węgierskiego, agent niemiecki (ur. 1847)
  - Hans Goldschmidt, niemiecki chemik, wynalazca (ur. 1861)
- 1924:
  - Adyliusz Daronch, brazylijski misjonarz, męczennik, błogosławiony (ur. 1908)
  - Bobby Franks, amerykańska ofiara morderstwa (ur. 1909)
  - Manuel Gómez González, hiszpański misjonarz, męczennik, błogosławiony (ur. 1877)
- 1926:
  - Gieorgij Catoire, rosyjski kompozytor, teoretyk muzyczny pochodzenia francuskiego (ur. 1861)
  - Ronald Firbank, brytyjski prozaik, dramaturg (ur. 1886)
- 1928:
  - George Frampton, brytyjski rzeźbiarz (ur. 1860)
  - Martin Kukučín, słowacki lekarz, prozaik, dramaturg, publicysta (ur. 1860)
  - Hideyo Noguchi, japoński bakteriolog (ur. 1876)
- 1929:
  - Natan Loewenstein, polski adwokat, polityk pochodzenia żydowskiego (ur. 1859)
  - Sebastiano Nicotra, włoski duchowny katolicki, arcybiskup, nuncjusz apostolski (ur. 1855)
  - Archibald Primrose, brytyjski polityk, premier Wielkiej Brytanii (ur. 1847)
- 1932 – Filip Siarkiewicz, polski generał brygady (ur. 1872)
- 1933:
  - Guy Bouriat, francuski kierowca wyścigowy (ur. 1902)
  - Siemion Sierieda, radziecki polityk (ur. 1871)
- 1935:
  - Jane Addams, amerykańska działaczka pacyfistyczna i społeczna, feministka, socjolog, dziennikarz, laureatka Pokojowej Nagrody Nobla (ur. 1860)
  - Jan Sroczyński, polski major artylerii (ur. 1889)
  - Hugo de Vries, holenderski botanik, genetyk (ur. 1848)
- 1938 – Einar Hjörleifsson Kvaran, islandzki prozaik, poeta, dramaturg, publicysta (ur. 1859)
- 1939 – Grigorij Sokolnikow, radziecki polityk, dyplomata (ur. 1888)
- 1940 – Ervin Mészáros, węgierski szablista (ur. 1877)
- 1941:
  - Rodolphe de Hemricourt de Grunne, belgijski pilot wojskowy, as myśliwski (ur. 1911)
  - Ambroży Moszyński, polski zoolog, pedagog (ur. 1894)
- 1942:
  - Juan Luria, polski śpiewak (baryton) pochodzenia żydowskiego (ur. 1862)
  - Cwi Pryłucki, polski literat, publicysta pochodzenia żydowskiego (ur. 1862)
- 1943:
  - Aleksiej Sołomatin, radziecki pilot wojskowy, as myśliwski (ur. 1921)
  - Juliusz Zulauf, polski generał brygady (ur. 1891)
- 1944:
  - Zurab Awaliszwili, gruziński prawnik, polityk, działacz narodowy, publicysta (ur. 1876)
  - Tadeusz Jeżyna, polski żołnierz BCh (ur. 1920)
- 1945:
  - František Bláha, czechosłowacki generał brygady (ur. 1886)
  - Jan Kowalewicz, polski pustelnik (ur. 1858)
  - Hans Adolf Prützmann, niemiecki funkcjonariusz i zbrodniarz nazistowski (ur. 1901)
  - Antonio Seghezzi, włoski duchowny katolicki, męczennik, Sługa Boży (ur. 1906)
- 1947 – Stefan Cyrys, polski działacz polonijny (ur. 1904)
- 1948:
  - Artur Dinter, niemiecki pisarz, polityk i ideolog nazistowski (ur. 1876)
  - Jicchak Dubno, izraelski podpułkownik (ur. 1913)
- 1949:
  - Zdzisław Broński, polski żołnierz AK i WiN (ur. 1912)
  - Klaus Mann, niemiecki pisarz (ur. 1906)
  - Jan Rutkowski, polski historyk, wykładowca akademicki (ur. 1886)
- 1951:
  - Sawa (Sowietow), rosyjski biskup Polskiego Autokefalicznego Kościoła Prawosławnego, oficer czasu wojny (ur. 1898)
  - Antoni Xiężopolski, polski inżynier kolejowy (ur. 1861)
- 1952:
  - Giuseppe Belluzzo, włoski inżynier, wynalazca, polityk (ur. 1876)
  - John Garfield, amerykański aktor (ur. 1913)
- 1953:
  - Marek Koenigstein, polski otorynolaryngolog pochodzenia żydowskiego (ur. 1871)
  - Ernst Zermelo, niemiecki matematyk, wykładowca akademicki (ur. 1871)
- 1955 – Andrés Eloy Blanco, wenezuelski poeta, polityk (ur. 1896)
- 1957 – Aleksandr Wiertinski, rosyjski pieśniarz, kompozytor, poeta, aktor (ur. 1889)
- 1959 – Irakli Cereteli, gruziński i rosyjski polityk (ur. 1881)
- 1960:
  - Rudolf Degermark, szwedzki gimnastyk (ur. 1886)
  - Władysław Smosarski, polski matematyk, meteorolog (ur. 1876)
- 1961:
  - Alfredo Frassati, włoski wydawca, dziennikarz, polityk (ur. 1868)
  - Izrael Szumacher, polski komik pochodzenia żydowskiego (ur. 1908)
- 1963:
  - Kurt Blumenfeld, niemiecko-izraelski prawnik, polityk, działacz syjonistyczny (ur. 1884)
  - Juli Marial, hiszpański piłkarz, działacz piłkarski (ur. 1885)
  - Irena Tomaszewska, polska aktorka (ur. 1911)
- 1964 – James Franck, niemiecki fizyk, laureat Nagrody Nobla (ur. 1882)
- 1965:
  - Geoffrey de Havilland, brytyjski konstruktor lotniczy (ur. 1882)
  - Xıdır Mustafayev, radziecki wojskowy (ur. 1905)
  - Stanisław Zelent, polski inżynier, działacz podziemia antyhitlerowskiego, polityk (ur. 1905)
- 1966 – Michał Kwiatkowski, polski dziennikarz, polityk, poseł na Sejm RP (ur. 1883)
- 1967:
  - Géza Lakatos, węgierski generał, polityk, premier Węgier (ur. 1890)
  - Rexhep Mitrovica, albański dziennikarz, polityk, premier Albanii (ur. 1888)
- 1970:
  - Kazimierz Kosiński, polski poeta, historyk literatury, pedagog (ur. 1886)
  - Georg Lindahl, szwedzki żeglarz sportowy (ur. 1899)
  - Leonid Teliga, polski podróżnik, żeglarz, pisarz, tłumacz (ur. 1917)
- 1972 – Tadeusz Butkiewicz, polski chirurg (ur. 1881)
- 1973:
  - Carlo Emilio Gadda, włoski pisarz (ur. 1893)
  - Iwan Koniew, radziecki dowódca wojskowy, marszałek ZSRR (ur. 1897)
  - Vaughn Monroe, amerykański piosenkarz, trębacz (ur. 1911)
- 1974:
  - Jaroslav Marvan, czeski aktor (ur. 1901)
  - Mołdogazy Tokobajew, radziecki i kirgiski polityk, pisarz, publicysta (ur. 1905)
- 1976 – Bogdan Węgrzyniak, polski bokser (ur. 1933)
- 1977 – Peter Cashin, kanadyjski polityk (ur. 1890)
- 1980:
  - Ida Kamińska, polska aktorka, reżyserka teatralna pochodzenia żydowskiego (ur. 1899)
  - Beata Obertyńska, polska pisarka i poetka emigracyjna (ur. 1898)
- 1981 – Stanisław Małecki, polski siatkarz (ur. 1958)
- 1982:
  - Marco Cimatti, włoski kolarz szosowy, torowy i przełajowy (ur. 1912)
  - Mieczysław Łoza, polski aktor (ur. 1916)
  - Piotr Rawicz, polski prozaik, poeta, krytyk literacki pochodzenia żydowskiego (ur. 1919)
- 1983 – Boris Stiepancew, radziecki animator, reżyser filmów animowanych (ur. 1929)
- 1984:
  - Henryk Fiszel, polski ekonomista, wykładowca akademicki pochodzenia żydowskiego (ur. 1910)
  - Andrea Leeds, amerykańska aktorka (ur. 1914)
- 1985 – Stanisław Wohl, polski operator i reżyser filmowy (ur. 1912)
- 1986 – Kenny Carter, brytyjski żużlowiec (ur. 1961)
- 1987:
  - Fiodor Mieszkow, radziecki polityk (ur. 1915)
  - Alejandro Rey, argentyńsko-amerykański aktor (ur. 1930)
- 1988 – Dino Grandi, włoski polityk, dyplomata (ur. 1895)
- 1989 – Marian Ruth Buczkowski, polski pisarz, tłumacz, publicysta (ur. 1910)
- 1990:
  - Jonatan (Kopołowicz), rosyjski biskup prawosławny (ur. 1912)
  - Franklyn Seales, amerykański aktor (ur. 1952)
- 1991 – Rajiv Gandhi, indyjski polityk, premier Indii (ur. 1944)
- 1993:
  - John D. Frost, brytyjski generał major (ur. 1912)
  - Bronisław Kierzkowski, polski malarz, pedagog (ur. 1924)
  - Vytautas Landsbergis-Žemkalnis, litewski architekt (ur. 1893)
  - Omar Pchakadze, gruziński kolarz torowy (ur. 1944)
  - Jan Szlachta, polski inżynier, polityk, poseł na Sejm PRL, minister górnictwa i energetyki (ur. 1940)
- 1994:
  - Giovanni Goria, włoski polityk, premier Włoch (ur. 1943)
  - Zygmunt Poniatowski, polski religioznawca, wykładowca akademicki (ur. 1923)
- 1995:
  - Les Aspin, amerykański polityk (ur. 1938)
  - Giuseppe Peruchetti, włoski piłkarz, bramkarz (ur. 1907)
  - Carl Fellman Schaefer, kanadyjski artysta regionalny, nauczyciel (ur. 1903)
  - Andrzej Wakar, polski historyk (ur. 1920)
- 1996:
  - Igor Czinnow, rosyjski poeta (ur. 1909)
  - Fritz Ligges, niemiecki jeździec sportowy (ur. 1938)
- 1997:
  - Jan Pawoł Nagel, serbołużycki kompozytor (ur. 1934)
  - Maria Piotrowska, polska reżyser dubbingu (ur. 1931)
- 1998 – Erik Bladström, szwedzki kajakarz (ur. 1918)
- 1999:
  - Bugz, amerykański raper (ur. 1978)
  - Mario Tagliaferri, włoski duchowny katolicki, arcybiskup, nuncjusz apostolski (ur. 1927)
- 2000:
  - Barbara Cartland, brytyjska pisarka (ur. 1901)
  - John Gielgud, brytyjski aktor, reżyser filmowy (ur. 1904)
  - Mark Hughes, amerykański przedsiębiorca (ur. 1956)
  - Erich Mielke, wschodnioniemiecki funkcjonariusz i polityk komunistyczny (ur. 1907)
  - Mahmud az-Zubi, syryjski polityk, premier Syrii (ur. 1935)
- 2001:
  - Tad Szulc, amerykański dziennikarz pochodzenia polskiego (ur. 1926)
  - Bohdan Zieliński, polski generał brygady (ur. 1906)
- 2002:
  - Niki de Saint Phalle, francuska rzeźbiarka, malarka (ur. 1930)
  - Andrzej Herder, polski aktor (ur. 1937)
- 2003:
  - Alejandro de Tomaso, włoski przedsiębiorca motoryzacyjny (ur. 1928)
  - Frank D. White, amerykański polityk (ur. 1933)
- 2004:
  - Jean-Pierre Blanc, francuski reżyser i scenarzysta filmowy (ur. 1942)
  - Gunnar Dahlen, norweski piłkarz (ur. 1918)
  - Władysław Rostocki, polski historyk, archiwista (ur. 1912)
- 2005 – Bedford Jezzard, angielski piłkarz (ur. 1927)
- 2006:
  - Katherine Dunham, amerykańska tancerka, choreografka (ur. 1910)
  - Edward Kawak, francuski kulturysta pochodzenia libańskiego (ur. 1959)
  - Anita Krochmalska-Podfilipska, polska pianistka, kameralistka, pedagog (ur. 1940)
  - Zdzisław Nardelli, polski reżyser teatru radiowego (ur. 1913)
  - Alfred Potrawa, polski piłkarz, trener (ur. 1947)
- 2007:
  - Irena Dobrzycka, polska anglistka (ur. 1909)
  - Julian Dziedzina, polski reżyser i krytyk filmowy, pedagog (ur. 1930)
  - Adam Falkiewicz, polski kompozytor (ur. 1980)
  - Bruno Mattei, włoski reżyser, montażysta i scenarzysta filmowy (ur. 1931)
  - Aleksander Roszal, rosyjski dziennikarz, szachista, trener (ur. 1936)
- 2008 – Michelle Meldrum, amerykańska gitarzystka, członkini zespołów: Meldrum i Phantom Blue (ur. 1968)
- 2009:
  - Dietrich Bahner, niemiecki polityk (ur. 1939)
  - Nazar Honczar, ukraiński poeta, performer (ur. 1964)
  - Ludmiła Jegorowa, rosyjska gimnastyczka (ur. 1931)
  - Robert Müller, niemiecki hokeista, bramkarz (ur. 1980)
  - Dewitt Menyard, amerykański koszykarz, trener (ur. 1944)
- 2011:
  - Bill Hunter, australijski aktor (ur. 1940)
  - Kazimierz Zbigniew Łoński, polski twórca ekslibrisów (ur. 1940)
- 2012:
  - Eddie Blazonczyk, amerykański muzyk, wokalista, lider zespołu The Versatones pochodzenia polskiego (ur. 1941)
  - Jacek Bolewski, polski duchowny katolicki, jezuita, teolog, pisarz (ur. 1946)
  - Jędrzej Tucholski, polski pisarz (ur. 1932)
- 2013:
  - Trevor Bolder, brytyjski gitarzysta basowy, członek zespołu Uriah Heep (ur. 1950)
  - Zsolt Erőss, węgierski alpinista, himalaista (ur. 1968)
  - Halina Kuźniakówna, polska aktorka (ur. 1921)
  - Wojciech Pazdur, polski poeta, dziennikarz, działacz opozycji antykomunistycznej (ur. 1960)
  - Mykoła Symkajło, ukraiński duchowny greckokatolicki, ordynariusz eparchii kołomyjsko-czerniowieckiej (ur. 1952)
- 2014:
  - Duncan Cole, nowozelandzki piłkarz (ur. 1958)
  - Jaime Lusinchi, wenezuelski pediatra, polityk, prezydent Wenezueli (ur. 1924)
  - Hélène Pastor, monakijska bizneswoman (ur. 1937)
  - Ali Reza Solejmani, irański zapaśnik (ur. 1956)
- 2015:
  - Annarita Sidoti, włoska lekkoatletka, chodziarka (ur. 1969)
  - Twinkle, brytyjska piosenkarka, autorka tekstów (ur. 1948)
- 2016:
  - Andrea Maria Erba, włoski duchowny katolicki, biskup Velletri-Segni (ur. 1930)
  - Eddie Keizan, południowoafrykański kierowca wyścigowy (ur. 1944)
  - Nick Menza, amerykański perkusista, członek zespołu Megadeth (ur. 1964)
  - Sándor Tarics, węgierski piłkarz wodny (ur. 1913)
- 2017:
  - Jolanta Napiórkowska-Kowalik, polska entomolog, lepidopterolog (ur. 1939)
  - Lisa Spoonauer, amerykańska aktorka (ur. 1972)
- 2018:
  - Aleksandr Askoldow, rosyjski reżyser filmowy (ur. 1932)
  - Max Cohen-Olivar, marokański kierowca wyścigowy (ur. 1945)
  - Anna Maria Ferrero, włoska aktorka (ur. 1934)
  - Pedro P. Tenorio, mariański polityk, gubernator Marianów Północnych (ur. 1934)
  - Clint Walker, amerykański aktor (ur. 1927)
- 2019:
  - Andrzej Stanisław Barczak, polski ekonomista (ur. 1939)
  - Józef Poklewski, polski historyk (ur. 1937)
  - Glauco Sansovini, sanmaryński polityk, kapitan regent San Marino (ur. 1938)
  - Rosław Szaybo, polski fotograf, grafik, projektant okładek płyt i książek (ur. 1933)
- 2020:
  - Aleksandr Gierasimow, rosyjski hokeista (ur. 1959)
  - Siergiej Kramarienko, radziecki generał-major pilot, as myśliwski (ur. 1923)
  - Roberto Moya, kubański lekkoatleta, dyskobol (ur. 1965)
  - David Pawson, brytyjski kaznodzieja, ewangelista, teolog, pisarz (ur. 1930)
  - Gerhard Strack, niemiecki piłkarz (ur. 1955)
  - Oliver Williamson, amerykański ekonomista, laureat Nagrody Banku Szwecji im. Alfreda Nobla w dziedzinie ekonomii (ur. 1932)
- 2021:
  - Farhat Abdrajmow, kazachski aktor (ur. 1966)
  - Zdzisław Dobrucki, polski żużlowiec, trener (ur. 1944)
  - Krzysztof Jackowski, polski malarz (ur. 1936)
  - Sakti Mazumdar, indyjski bokser (ur. 1931)
  - Dieter Neuendorf, niemiecki skoczek narciarski (ur. 1940)
  - Tair Sałachow, rosyjski malarz, rysownik (ur. 1928)
- 2022:
  - Marco Cornez, chilijski piłkarz (ur. 1957)
  - Barbara Martelińska, polska piosenkarka jazzowa (ur. 1940)
  - Rosemary Radford Ruether, amerykańska pisarka, teolożka feministyczna, feministka (ur. 1936)
  - Emil Wcela, amerykański duchowny katolicki, biskup pomocniczy Rockville Centre (ur. 1931)
  - Jiří Zídek, czeski koszykarz (ur. 1944)
- 2023:
  - Alma Adamkienė, litewska działaczka społeczna, pierwsza dama (ur. 1927)
  - Wałentyna Bolszowa, ukraińska lekkoatletka, płotkarka i sprinterka (ur. 1937)
  - Ireneusz Pięta, polski rolnik, polityk, poseł na Sejm kontraktowy (ur. 1941)
  - Ray Stevenson, brytyjski aktor (ur. 1964)
- 2024:
  - Jan A.P. Kaczmarek, polski kompozytor muzyki filmowej (ur. 1953)
  - Jerzy Kozakiewicz, polski historyk, politolog, dyplomata (ur. 1948)
  - Daniel Olteanu, rumuński menedżer, polityk (ur. 1968)
  - Nina Urbano, polska piosenkarka (ur. 1940)
  - Zenon Wechmann, polski działacz harcerski i społeczny, więzień polityczny (ur. 1927)
- 2025:
  - Gerry Connolly, amerykański polityk (ur. 1950)
  - Leszek Górski, polski pływak, trener (ur. 1961)
  - Włodzimierz Pawluczuk, polski socjolog, antropolog, religioznawca, profesor nauk humanistycznych, nauczyciel akademicki (ur. 1934)
  - Nol de Ruiter, holenderski piłkarz, trener (ur. 1940)
  - Bernard Tchibambelela, kongijski ekonomista, polityk, sekretarz generalny MCDDI, minister rybołówstwa (ur. 1946)
  - Billy Williams, brytyjski operator filmowy (ur. 1929)